# Tomás de Iriarte
Tomás de Iriarte y Nieves Ravelo (Puerto de la Cruz, Tenerife, 18 de septiembre de 1750-Madrid, 17 de septiembre de 1791), fabulista, traductor, dramaturgo y poeta español de la Ilustración y el neoclasicismo, fue también músico aficionado, hermano de los diplomáticos Bernardo de Iriarte y Domingo de Iriarte y sobrino del humanista, bibliógrafo y poeta Juan de Iriarte.

## Biografía
Iriarte provenía de una familia muy culta, varios de cuyos miembros se distinguieron como escritores y humanistas, conocidos aristócratas españoles. Nació en  el Puerto de la Cruz, el 18 de septiembre de 1750, hijo de Bernardo de Iriarte Cisneros y de Bárbara Cleta Marcelina de las Nieves-Ravelo y Hernández de Oropesa, natural de La Orotava. Tomás tenía raíces del País Vasco por parte de su abuelo, Juan de Iriarte y Echeverría, un noble de Oñate.  
Tomás se trasladó a Madrid a los catorce años junto con su tío Juan de Iriarte. Estudió bajo su dirección las lenguas griega y francesa y, siendo ya conocedor del latín y estudioso de la literatura castellana, sucedió a su tío en su puesto de oficial traductor de la primera Secretaría de Estado, tras la muerte de este, en 1771. A partir de ese año hasta 1774 fueron, para Iriarte, los más fatigosos de su vida, pues además de las tareas de su empleo, el arreglo de la biblioteca y papeles de su tío, la traducción o composición de los numerosos dramas que escribió, la traducción de aquellos apéndices y otras obritas (la mayor parte poéticas) que escribía por gusto propio, como fue un poemita latino y castellano que imprimió con ocasión del nacimiento del infante don Carlos (que sería con el tiempo, Carlos III), en 1777, cuidó de las tres ediciones de la Gramática de su tío, que reconoció muy atentamente y de la recopilación y publicación de los dos tomos de obras sueltas de aquel literato, traduciendo muchos de los epigramas que allí se insertan, alguno de los poemas latinos y otros varios ensayos.
Su carrera literaria se inició como traductor de teatro francés. Tradujo además el Arte poética de Horacio.
Tomás de Iriarte fue el primer dramaturgo que consiguió dar con una fórmula que uniese las exigencias de los tratadistas del Neoclasicismo literario con los gustos del público. En 1770 había publicado su comedia Hacer que hacemos, comedia de carácter que retrata a un «fachenda», el perfecto atareado que nunca hace nada en realidad. La librería, escrita en 1780, no se estrenó hasta 2018: se trata de una comedia en un acto, con algo de sainete costumbrista pero con la peculiaridad de estar escrita en prosa, forma que no repetirá su autor en las obras siguientes, que siguen el sistema de versificación típico de las comedias : romance octosílabo con una rima en cada acto. En 1788 estrenó El señorito mimado. Iriarte repitió la fórmula y el éxito con La señorita malcriada, escrita y publicada en 1788 y estrenada en 1791. Con Guzmán el Bueno (1791) introduce la forma del melólogo o escena dramática unipersonal con acompañamiento de orquesta, subgénero teatral creado por Jean Jacques Rousseau.
Como traductor no le acompañó la fortuna, pues fue muy discutida su versión (1777) del Arte poética de Horacio, de la que escribió Manuel José Quintana: "El texto está reproducido, la poesía no." Como satírico, compuso el opúsculo en prosa Los literatos en Cuaresma (1773).
Pero es más conocido por sus Fábulas literarias (1782), editadas como la «primera colección de fábulas enteramente originales»  en cuyo prólogo reivindica ser el primer español en introducir el género, lo cual motivó una larga contienda con el que había sido amigo desde largo tiempo, Félix María Samaniego,  ya que este último había publicado su colección de fábulas en 1781, hecho de sobra conocido por Iriarte. Su fábula más conocida es la de «Los dos conejos», de donde parte la popular expresión «son galgos o podencos», que censura el enredarse en discusiones de poca monta, dejando de lado lo principal de la cuestión.
Iriarte fue sobre todo el prototipo del cortesano dieciochesco, elegante, culto, cosmopolita y buen conversador; hizo en Madrid una intensa vida literaria y social. Fue uno de los más asiduos a la tertulia de la fonda de San Sebastián, amigo de Nicolás Fernández de Moratín y, sobre todo, de José Cadalso. Con este último mantuvo una larga correspondencia.
La literatura no era el único arte que Iriarte dominaba. También llegó a inclinarse hacia el ámbito musical, especializándose en tocar el violín y la viola. Fue también compositor de sinfonías (hoy perdidas) y de la música de su monólogo Guzmán el Bueno. Como consecuencia de esta afición escribió su poema didáctico La música (1779) en cinco cantos de silvas, traducido a varios idiomas y elogiado por el mismísimo Pietro Metastasio.

“¡O cuánto sobresales,
Antigua Iglesia Hispana!
 No es ya mi canto, no, quien te celebra,
Sino las misma obras inmortales

De Patiño, Roldán, García, Viana,
De Guerrero, Victoria, Ruiz, Morales,
De Líteres, San-Juan, Durón y Nebra.”

Su idea de la poesía era propia de la Ilustración: "Los pueblos que carecen de poetas carecen de heroísmo; la poesía conmemora perdurablemente los grandes hechos y las grandes virtudes."
Murió de gota en Madrid, el 17 de septiembre de 1791.